# 21e régiment d'infanterie de marine
Le 21e régiment d'infanterie de marine (ou 21e RIMa) est une unité de l'armée française, faisant partie des troupes de marine et rattachée à la 6e brigade légère blindée.

## Histoire

### Création
- 17 janvier 1901 : création du 21e RIC (21e régiment d'infanterie coloniale), à partir du 2e RIC de garnison (2e régiment d'infanterie coloniale de garnison)[1],[2],[note 1].

### Première Guerre mondiale
- 1915 : bataille de Champagne ;
- 1916 : bataille de la Somme ;
- 1917 : bataille de l'Aisne ;
- 1918 : bataille de Reims[3].

### Seconde Guerre mondiale
- 13 juin 1940 : le 2e bataillon défend Villers-en-Argonne[4] ;
- fin juin 1940 : le régiment est anéanti et dissous[5] ;
- 1er septembre 1940 : nouvelle création du 21e RIC dans le cadre de l'armée d'armistice[1] ;
- 8 novembre 1942 : dissolution[1] ;
- 1er novembre 1944 : le 4e régiment de tirailleurs sénégalais devient le 21e RIC par le blanchiment de la 9e DIC[1].

### Après la Seconde Guerre mondiale
- fin 1945 : débarque fin 1945 à Saïgon avec la 9e DIC et opère en Cochinchine puis au Tonkin[6] ;
- 3 août 1946, une embuscade du Việt Minh, alors officiellement neutre vis-à-vis des forces françaises[7] ;
- 31 octobre 1949 : dissous, ses bataillons deviennent indépendants et sont dissous entre 1949 et 1954[2] ;
- avril-mai 1950 : III/21e RIC participe ainsi en avril-mai 1950 à l'opération Parpaing visant les bases du Việt Minh dans le massif de Đông Triều[8] ;
- 1er octobre 1952[9], le Ier bataillon devient le 62e bataillon vietnamien et le IIe bataillon devient le 63e bataillon vietnamien[10] ;
- 1er janvier 1953 : le IIIe bataillon est renommé BM/21e RIC (bataillon de marche)[2] ;
- 1er octobre 1954 : recréation du 21e RIC à partir du BM 1/AOF - BM 2/ACF - BM 3/AOF[2],[11] ;
- 22 mars 1955 : nouvelle dissolution[2] ;
- 16 mai 1955 : nouvelle création du 21e RIC par changement de nom du 110e RIC[2] ;
- 1er décembre 1958 : devient le 21e RIMa (21e régiment d'infanterie de marine)[2] ;
- de 1981 à 1984, le régiment fait partie de la 31e brigade ;
- depuis 1984 il fait partie de la 6e division légère blindée devenue 6e brigade légère blindée en 1999.

## Galerie

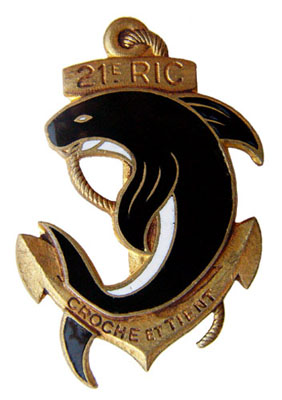
Insigne du 21e RIC.
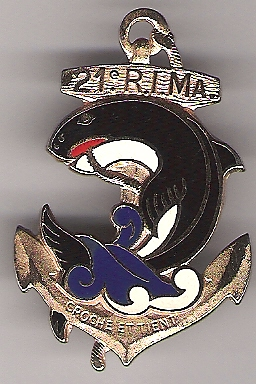
Ancre dorée marsouin noir blanc à gueule rouge vague bleue blanche.
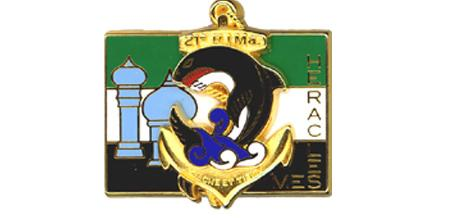
Dans le cadre de l’opération française Héracles, le groupe aéronaval quitte Toulon le 1er décembre 2001, alors qu’un détachement du 21e régiment d’infanterie de Marine transitant par Douchanbé au Tadjikistan se déploie sur Mazâr-e Charîf.
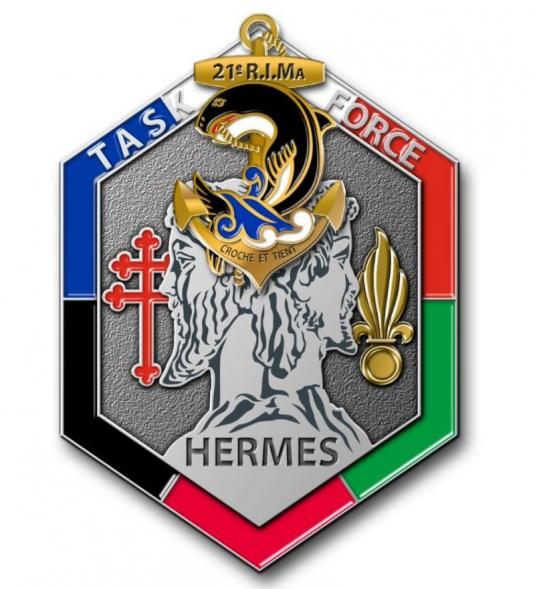
Insigne du 21e régiment d'infanterie marine lors de la Task Force Hermès (Afghanistan).
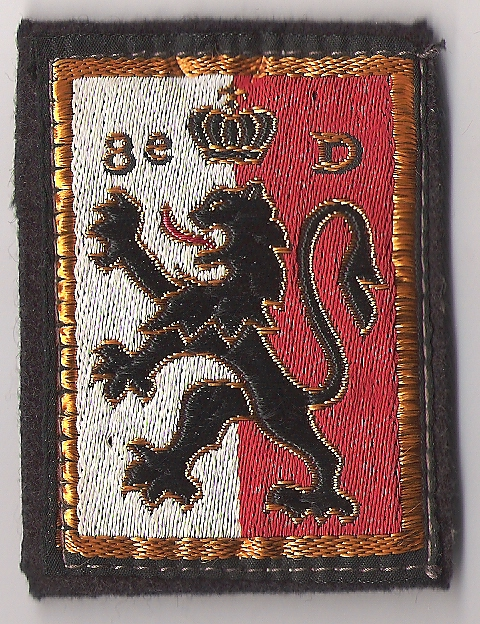
Insigne d'épaule droite de la 8e division d'infanterie.
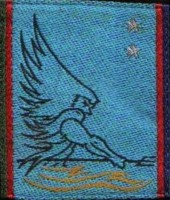
Insigne d'épaule droite de la 31e brigade.
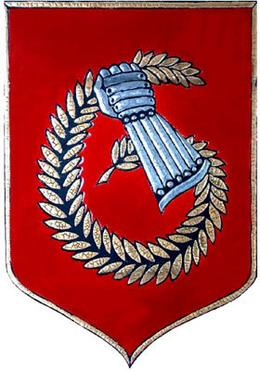
Insigne d'épaule droite de la 6e brigade légère blindée.
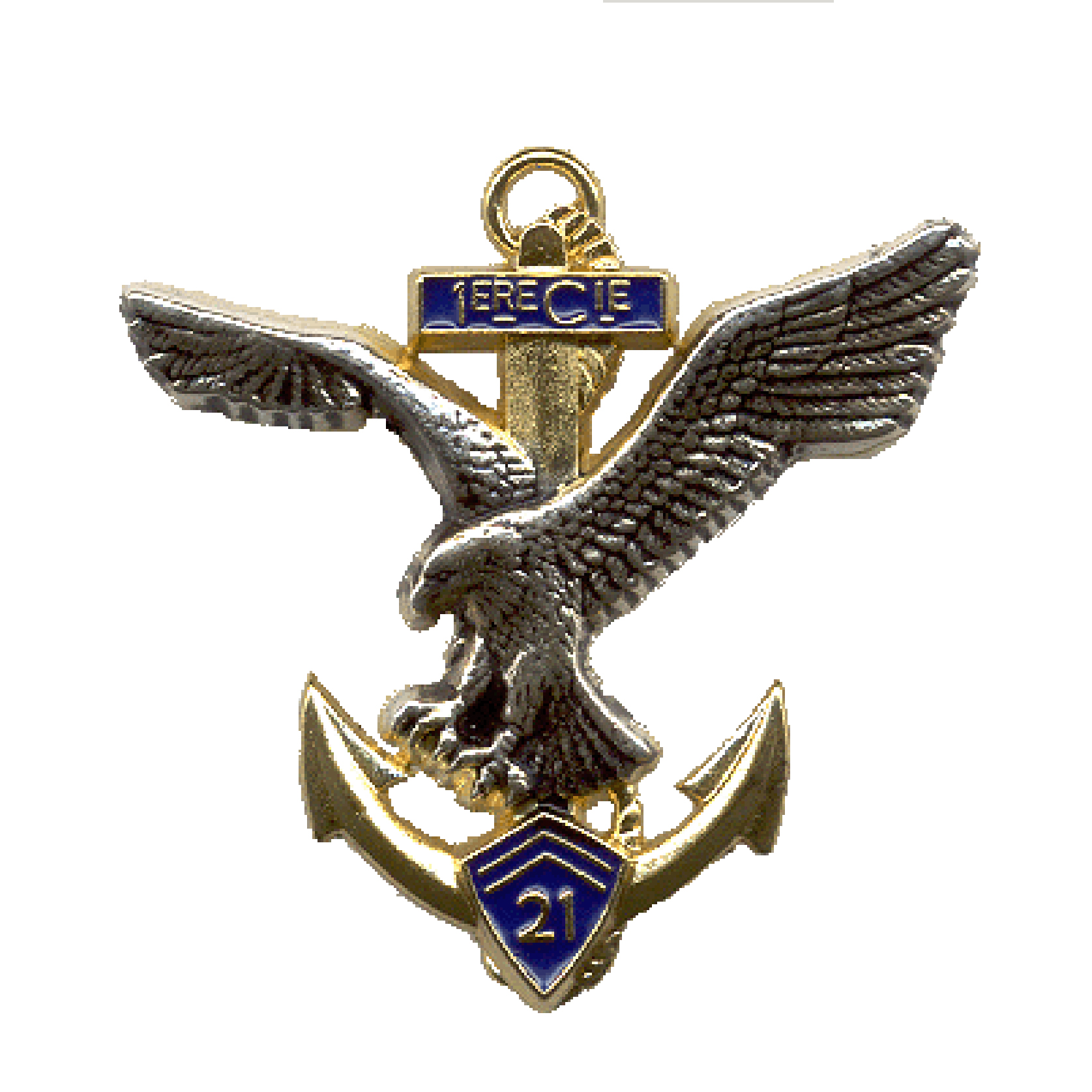
Insigne de la 1re compagnie de combat datant de 1998 (avant l'insigne comportait un globe terrestre).
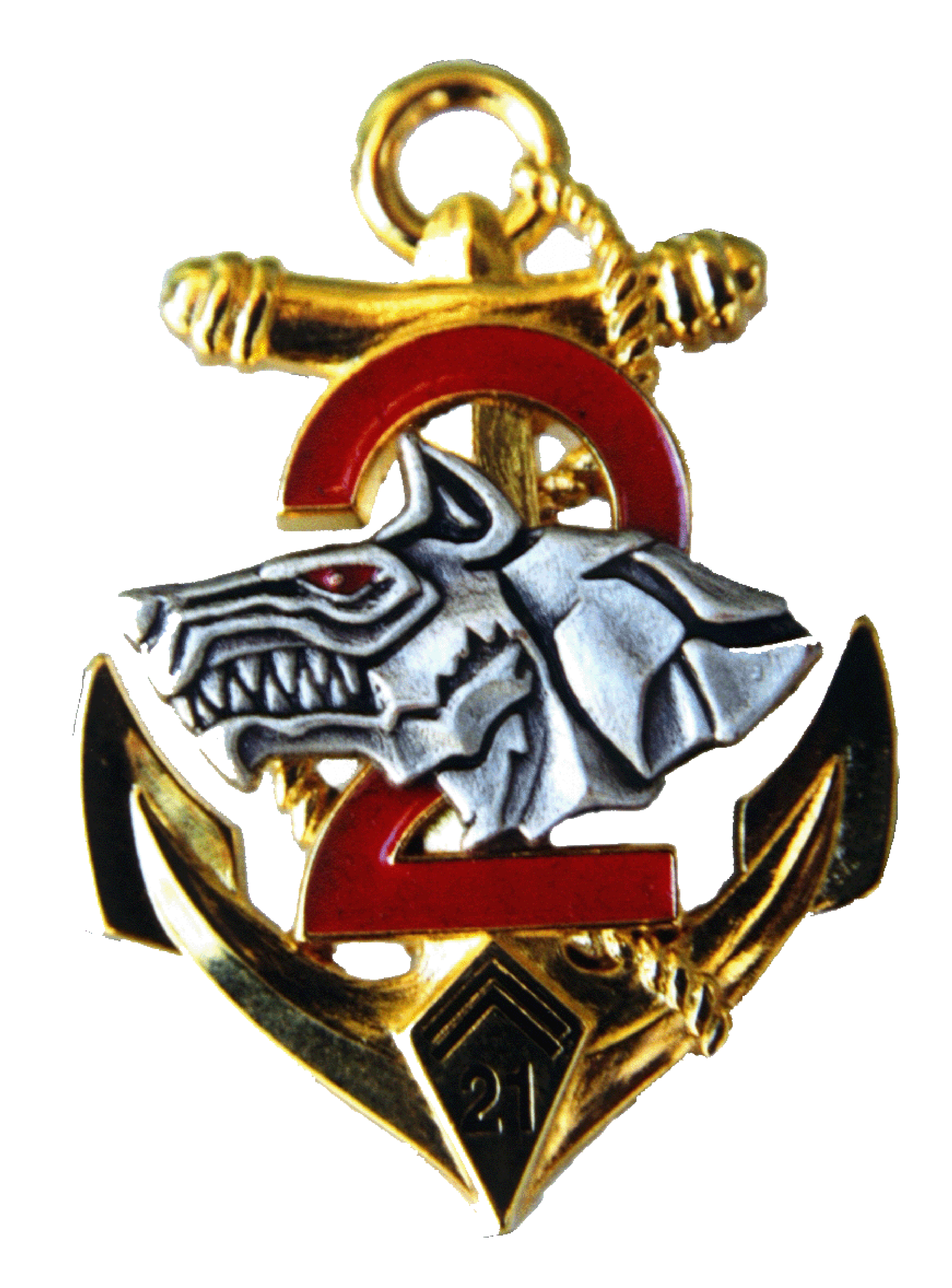
Insigne de la 2e compagnie de combat, crée en 1994.
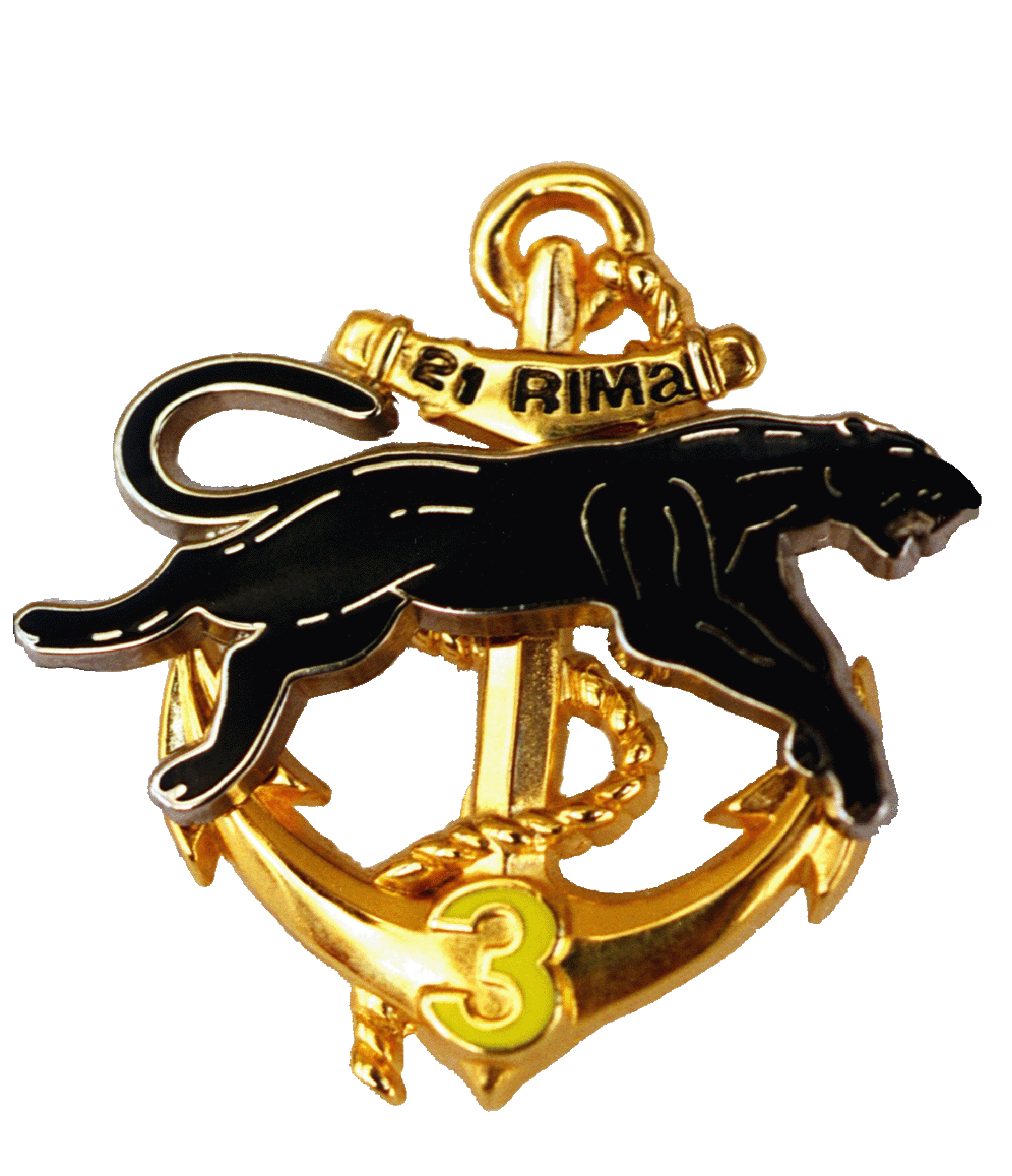
Insigne de la 3e compagnie de combat.
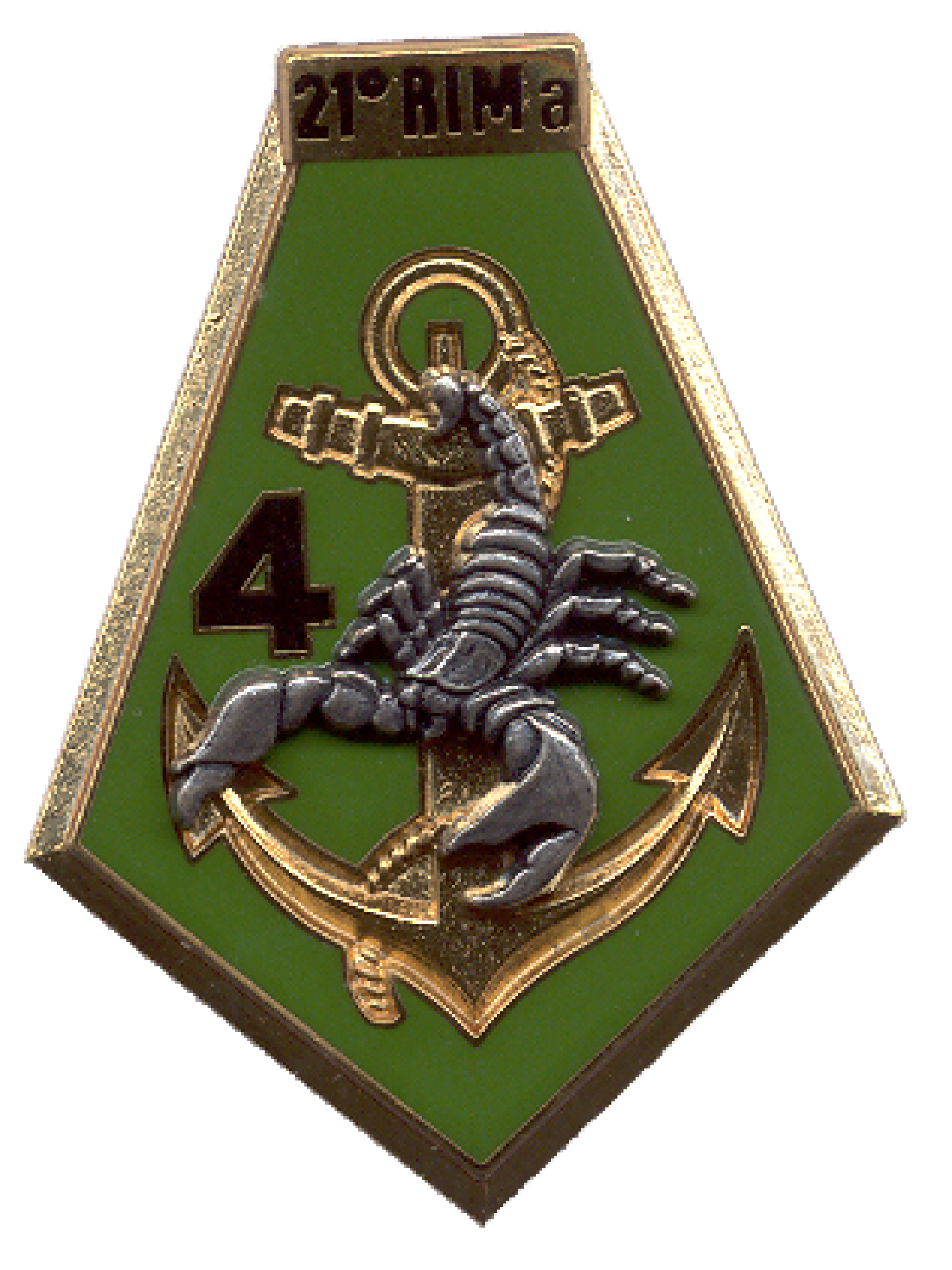
Insigne de la 4e compagnie de combat. Il date de 1984 à l'époque  4e escadron lors de l'opération Manta 2.
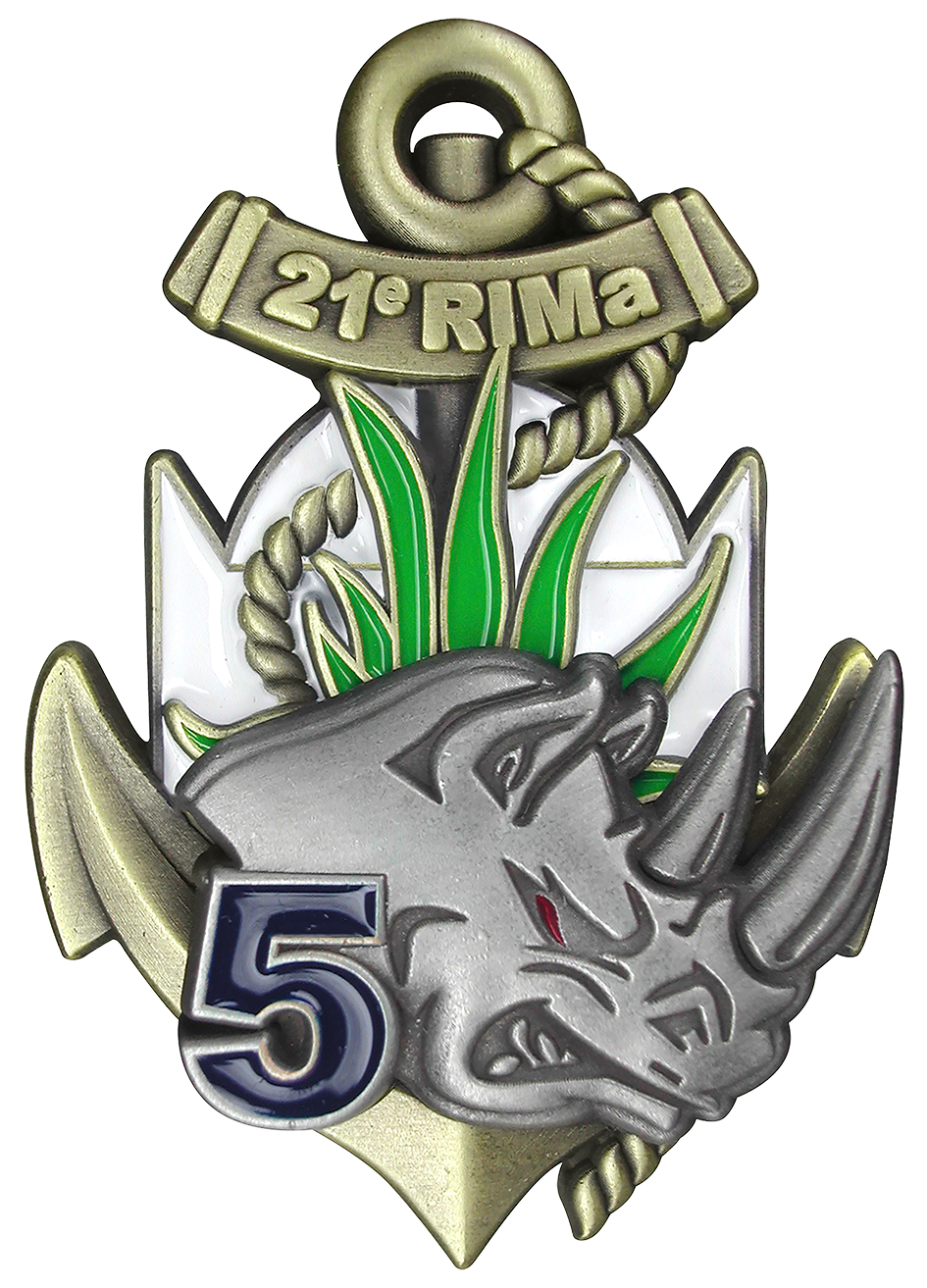
Insigne de la 5e compagnie de préparation opérationnelle.
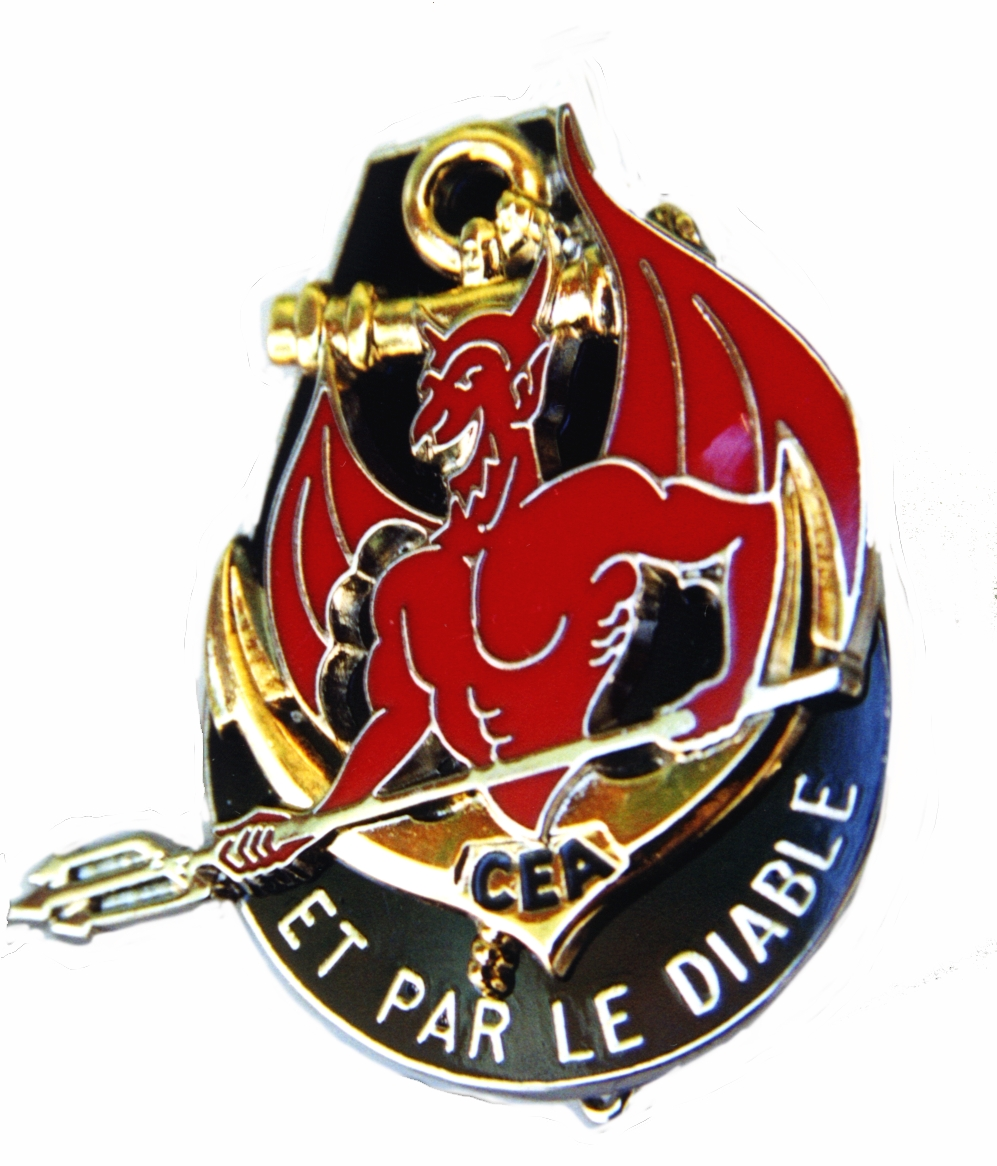
Insigne de la compagnie d'éclairage et d'appui.
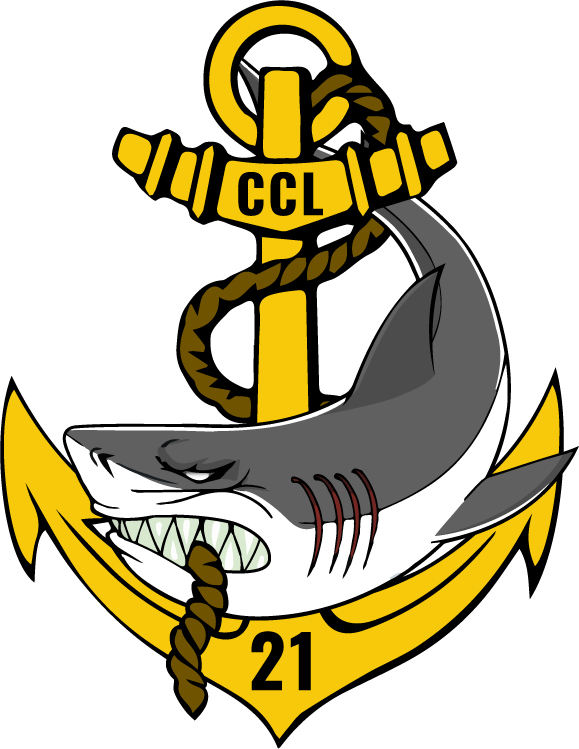
Nouvel insigne de la compagnie de commandement et de logistique (2019)
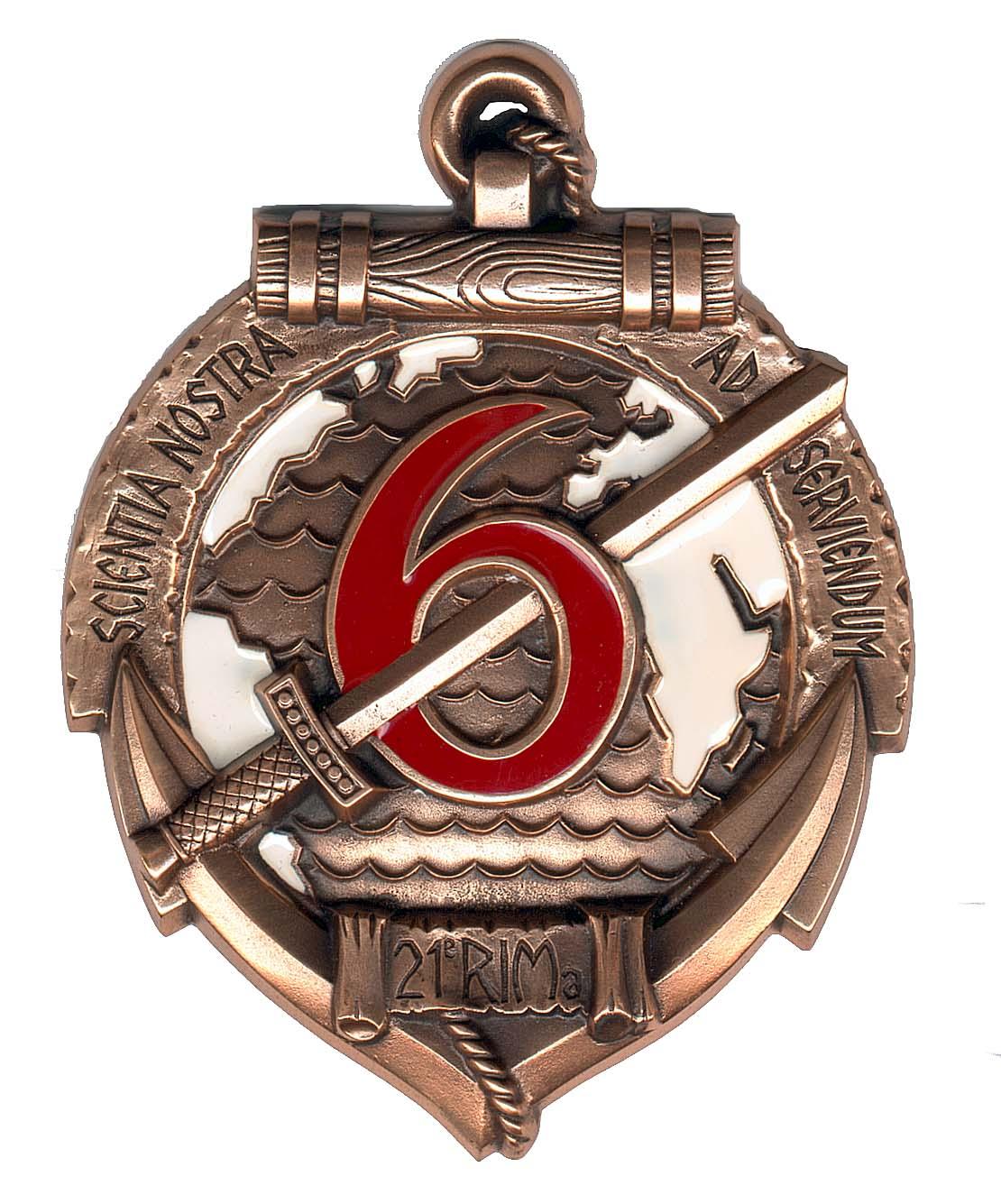
Insigne de la 6e compagnie de réserve.
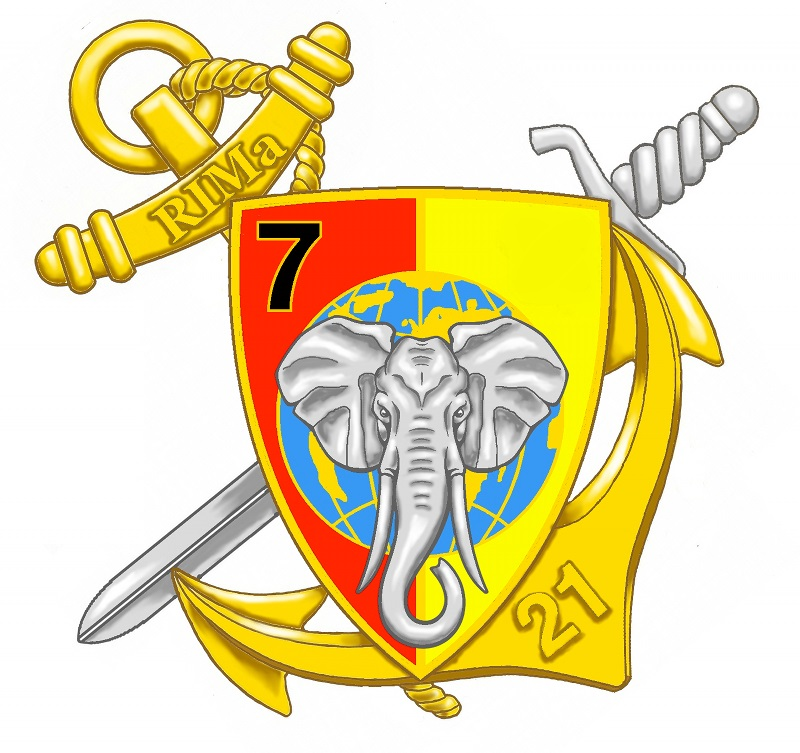
Insigne de la 7e compagnie de réserve.

## Missions

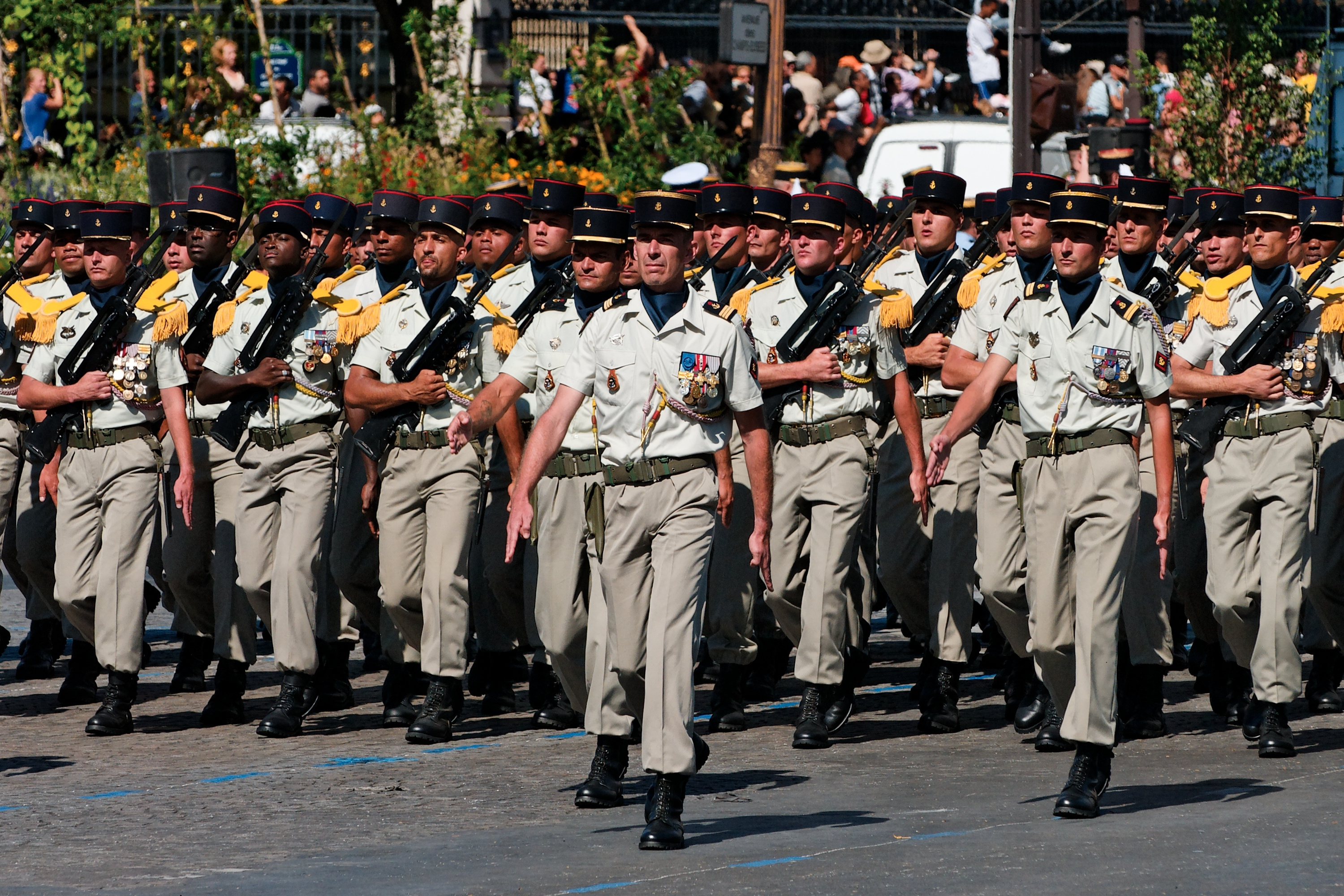
21e RIMa lors du défilé du 14 juillet 2008 sur les Champs-Élysées à Paris.

Le 21e RIMa est un régiment d’infanterie motorisée sur véhicules de l’avant blindés (VAB). Ses missions principales sont : l’intervention outre-mer, l’engagement en Centre Europe, la défense du territoire national.

## Composition
- 1 compagnie de commandement et de logistique (CCL)
- 4 compagnies de combat
- 1 compagnie d’éclairage et d’appui
- 1 compagnie de base et d’instruction dont une section d’instruction pour l’outre-mer chargée d’assurer la formation des engagés volontaires pour le service militaire adapté (EVSMA) ;
- 2 unités d’intervention de réserve (type proterre)[13].

## Décorations
Douze noms de batailles sont inscrits dans la soie de son drapeau.
Il porte la croix de guerre 1914-1918 avec 4 palmes, la croix de guerre 1939-1945 avec 3 palmes, trois croix de la valeur militaire avec palme et la croix de guerre des théâtres d’opérations extérieurs avec 2 palmes et 1 étoile de bronze.

## Traditions

### Devise
« Croche et tient », la devise du régiment, définit sa conduite au feu. « Croche », l'unité reconnaît l'ennemi puis se précipite pour le saisir à la gorge et « tient », car elle fixe et immobilise sa prise malgré ses soubresauts. Cette devise a été adoptée après les combats de la Montagne de Reims en 1918.

### Surmon
Le surnom de « marsouin » a été donné aux soldats de marine en 1856 par les marins de la "royale".

### Drapeau

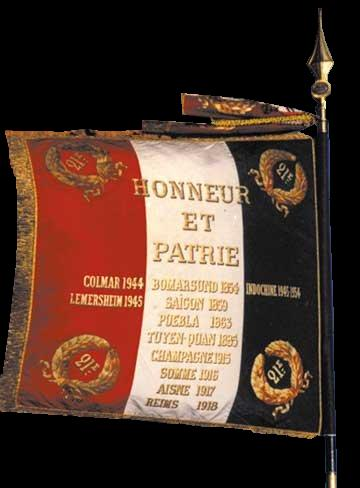
Drapeau du régiment.

Le drapeau porte les inscriptions suivantes : 
- Bomarsund 1854 ;
- Saïgon 1859 ;
- Puebla 1863 ;
- Tuyen Quang 1885 ;
- Champagne 1915 ;
- Somme 1916 ;
- L'Aisne 1917 ;
- Marne 1918 ;
- Colmar 1944 ;
- Leimersheim 1945 ;
- Indochine 1945-1954 ;
- AFN 1952-1962.

## Personnalités ayant servi au régiment
- Albert Savary (1921-1975), Compagnon de la Libération, au BM/21e RIC pendant la guerre d'Indochine.